# ツバメ (辛島美登里の曲)
「ツバメ」は、辛島美登里のシングル。1990年2月1日発売。発売元はファンハウス。

## 解説
- TBS系「月曜ドラマスペシャル」のオープニングタイトルとして使われた。
- リミックス違いがベスト・アルバム『Zinc White』に収録、バージョン違いがセルフカヴァーアルバム『Smile and Tears〜涙が虹にかわる瞬間（とき）』に収録されている。

## トラック
1. ツバメ （3分59秒） 
作詞・作曲：辛島美登里、編曲：若草恵
2. 春は旅立ち （4分21秒）
作詞・作曲：辛島美登里、編曲：若草恵

## 関連作品
- Good Afternoon
- Zinc White
- SINGLES
- EVER GREEN
- GOLDEN☆BEST 辛島美登里
- Smile and Tears〜涙が虹にかわる瞬間（とき）

## 参加ミュージシャン
- Eiji Shimamura:Drums
- Chiharu Mikuzuki:Electric Bass
- Masaki Matsubara:Electric Guitar
- Ichiro Nagata:keyboard
- Kei Wakakusa:keyboard
- Takayuki Negishi:Synthesizer Operator
- Tomoda Group:Strings